# Comuna Velîka Haicea, Ovruci
Velîka Haicea (în ucraineană Великохайчанська сільська рада) este o comună în raionul Ovruci, regiunea Jîtomîr, Ucraina, formată din satele Mala Haicea, Malîi Kobîlîn, Velîka Haicea (reședința) și Velîkîi Kobîlîn.

## Demografie
Componența lingvistică a comunei Velîka Haicea
     Ucraineană (99,56%)
     Alte limbi (0,45%)
Conform recensământului din 2001, majoritatea populației comunei Velîka Haicea era vorbitoare de ucraineană (99,56%), existând în minoritate și vorbitori de alte limbi.